# Andrzej Skowroński (matematyk)
Andrzej Skowroński (ur. 26 grudnia 1950 w Człuchowie, zm. 22 października 2020 w Toruniu) – polski matematyk, specjalizujący się w algebrze dyskretnej i komputerowej, geometrii algebr i modułów oraz teorii reprezentacji algebr i grup.

## Życiorys
W 1973 ukończył studia w Instytucie Matematyki Uniwersytetu Mikołaja Kopernika w Toruniu. Stopień doktora nauk matematycznych uzyskał w 1976 na podstawie rozprawy Kategorie abelowych algebr Hopfa nad ciałem (przygotowanej pod kierunkiem Daniela Simsona). Stopień doktora habilitowanego nauk matematycznych uzyskał w 1981 na podstawie rozprawy habilitacyjnej Nierozkładalne abelowe algebry Hopfa. W 1990 otrzymał tytuł profesora w dziedzinie nauk matematycznych.
Zawodowo związany z macierzysta uczelnią. Od 1995 piastował stanowisko kierownika Katedry Algebry i Geometrii Wydziału Matematyki i Informatyki UMK.
Stopień doktora pod jego kierunkiem uzyskali m.in.: Zygmunt Pogorzały, Rafał Bocian, Jerzy Białkowski, Piotr Malicki, Grzegorz Zwara, Michał Wenderlich,  Grzegorz Bobiński.
W 1985 został wyróżniony Nagrodą im. Wacława Sierpińskiego, przyznawaną przez Polskie Towarzystwo Matematyczne. W 2010 został wybrany na członka korespondenta Polskiej Akademii Nauk w Wydziale III Nauk Matematycznych, Fizycznych i Chemicznych, a następnie członka rzeczywistego.
W 1996 „za wybitne osiągnięcia naukowe i zasługi w pracy dydaktycznej” został wyróżniony Krzyżem Kawalerskim Orderu Odrodzenia Polski.
Syn Heleny i Kazimierza. Pochowany na Centralnym Cmentarzu Komunalnym w Toruniu.

## Publikacje
- Projective abelian Hopf algebras over a field (1983, ISBN 83-01-02449-6)
- The global basic dimension of artin rings (1984, wspólnie z Hagenem Meltzerem, ISBN 83-01-05480-8)
- The representation dimension of domestic weakly symmetric algebras (2003, współautor)
- Elements of the Representation Theory of Associative Algebras (2007, wspólnie z Danielem Simsonem i Ibrahimem Assemem, Cambridge University Press ISBN 978-0521882187)